# Zanele Situ
Tình huống Ntombizanele (19 tháng 1 năm 1971 – 1 tháng 11 năm 2023), còn được gọi là Situ Zanele, là một vận động viên Paralympian đến từ Nam Phi thi đấu chủ yếu trong các sự kiện ném lao F54. Chuyên về môn ném lao, cô đã giành huy chương vàng hai lần ở cả Paralympics và Giải vô địch thế giới IPC Athletics và là vận động viên da đen Nam Phi đầu tiên giành huy chương vàng Paralympic.

## Sự nghiệp
Cô được sinh ra ở Kokstad, Nam Phi vào năm 1971. Ở tuổi mười hai, cô đã trải qua tật nguyền ở đôi chân dẫn đến việc không thể đi lại. Các xét nghiệm y tế đã phát hiện ra một bệnh nhiễm trùng bệnh lao ở cột sống của cô, dẫn đến cô rơi vào tình trạng bán hôn mê hai năm, từ đó cô bị liệt từ đốt sống thứ tư xuống, khiến cô phụ thuộc vào đi lại bằng xe lăn. Sau khi bị tàn tật, cô được học tại Mthatha.
Bà qua đời ngày 1 tháng 11 năm 2023, hưởng dương 52 tuổi.

## Sự nghiệp điền kinh
Cô lần đầu tiên đến với sân khấu quốc tế vào năm 1998 khi cô đại diện cho Nam Phi tại Giải vô địch thế giới điền kinh IPC đầu tiên của cô, được tổ chức tại Birmingham, Anh. Ở đó, cô tham gia cả hai sự kiện javelin và cá dĩa, giành được vàng ở javelin với cú ném tốt nhất 14,45 mét, và đồng trong môn ném đĩa. Điều này dẫn cô đến Paralympic Mùa hè 2000 ở Sydney, nơi cô đã giành được một giải vàng trong chiếc rìu F52-54 và một chiếc bạc trong dĩa F51-54. Bằng cách lấy vàng ở Sydney, cô trở thành vận động viên da đen đầu tiên của Nam Phi giành được danh hiệu Paralympic. Hai năm sau, cô bảo vệ thành công danh hiệu thế giới javelin của mình ở Lille, nhưng mặc dù đã tăng thêm gần hai mét vào khoảng cách cá dĩa của mình từ Birmingham, nhưng nó chỉ đủ tốt cho vị trí thứ tư của cô. Năm 2003 đã chứng kiến cô được công nhận bởi những thành tựu của khi được trao tặng Huân chương Ikhamanga (bạc) vì những đóng góp của cô cho thể thao Nam Phi.
Hai năm sau tại Athens, cô bảo vệ thành công danh hiệu javelin của cô tại Paralympics Mùa hè 2004. Mặc dù không hoàn thành trên bục giảng trong cả hai bắn đặt hoặc dĩa, cô đã được công nhận bởi Ủy ban Paralympic quốc tế như các vận động viên nữ thể hiện tốt nhất tinh thần của Thế vận hội khi cô được trao giải thưởng Thành tựu Whang Youn Đại.
Sau Athens, cô bước vào thời kỳ khan hiếm danh hiệu một cách cạnh tranh, không đạt được bục vinh quang tại Paralympic Mùa hè 2008 ở Bắc Kinh. Cô đã hồi phục một số hình thức vào năm 2011, khi cô giành được huy chương đồng tại Giải vô địch thế giới Chritchurch, nhưng sự xuất hiện của các đối thủ tầm cỡ thế giới, như Hania Aidi của Tunisia và Yang Liwan của Trung Quốc, khiến cho việc thách thức danh hiệu trở thành một nhiệm vụ khó khăn. Tại Paralympics mùa hè 2012 ở London cô đã ném một khoảng cách 16,22 mét, nhưng cô đã rơi xuống bục giảng ở vị trí thứ tư.
Giữa Paralympic mùa hè 2012 và 2016, cô đã giành được thêm hai huy chương đồng thế giới, tại Lyon (2013) và Doha (2015), cả hai đều ở giải ném lao. Tại Rio, trong Paralympic 2016, cô đạt được thành tích tốt nhất cá nhân ở javelin, ném một điểm 17,90 mét trong vòng thứ ba của cô để giành huy chương Paralympic đầu tiên trong mười hai năm, một đồng. Tại Thế vận hội Rio, cô cũng được công nhận bởi đất nước của mình, được vinh danh là người mang cờ trong lễ khai mạc.